# الشاب عقيل
الشاب عقيل، اسمه الحقيقي عبد القادر عقيل، ولد في 7 جوان 1974 بمدينة خميس مليانة الواقعة بولاية عين الدفلى (الجزائر) وتوفي في 13 جوان 2013 بطنجة (المغرب)، هو مغني وملحن راي جزائري.

## سيرته الفنية
ولد عقيل في 7 جوان 1974، عاش أغلب حياته فقيرا، وقد لوحظ في وقت مبكر جدا من قبل عبد القادر كاسيدي، الذي أطلق فناني الراي في الثمانينات والتسعينات، والذي أعطاه فرصة طبع ألبوم كامل من الأغطية. أطلق ألبومه الأول في سن الـ 13 حيث أعاد الأغاني الخاصة بقدوته الشاب خالد والشاب مامي والشاب حسني.
الشاب عقيل ، فنان راي جزائري، شقّ طريقه نحو العالمية وحصل على سمعته بفضل دقة وحرارة صوته الهادئ الرخيم، وتحكمه الممتاز في التلحين. إضافة إلى الإيقاعات الشبابيّة المصاحبة لأغانيه مما جعلها تجد صداها في نفوس المستمعين بسرعة وتجعل من شاب عقيل أحد أبرز نجوم الراي في الوقت الحالي.
عقيل فنان منضبط وصارم في عمله الموسيقي، حيث يحاول عبر أغانيه التطرق إلى العديد من القضايا الشبابية المعاصرة بكلمات صادقة ومعبّرة، نذكر منها «مكتوبنا»، «تحيا بلادي»، «ما تنساك»، «ما كونفيونس» وتعني ثقتي. وبمناسبة ترشح المنتخب الجزائري إلى نهائيات كأس العالم لكرة القدم بجنوب أفريقيا 2010، قدّم شاب عقيل أغنية للمنتخب باسم غلادياتر رفقة مغني الراب سينيك.
أصدر الشاب عقيل ألبومه الغنائي الشخصي الأول سنة 2009 بعنوان «سالم» وفي السنة الموالية أصدر الثاني بعنوان «ديرولها لعقل» 2010. استقر شاب عقيل في فرنسا وواصل من هناك مسيرته الفنية حيث أحيا العديد من الحفلات للجالية العربية هناك حيث حظيت بمتابعة وحضور كبيرين.

## وفاته
ضحية لحادث مأساوي، توفي الفنان الشاب عقيل عن عمر يناهز 39 سنة متأثرا بجروح خطيرة بالمستشفى خلال ليلة الإثنين 13 جوان 2013 في طنجة بالمغرب، حيث كان سيحيي ذلك المساء حفلا موسيقيا في قاعة بـقصر النجوم. وقد شيعت جنازة الفقيد يوم 16 جوان 2013 بمسقط رأسه وسط حشد كبير من محبيه وأهله وأصدقائه، حيث دفن في مقبرة «سيدي عبد القادر» بخميس مليانة.

## ألبوماته
- Dosser Class 2002
- maktoub 2002
- rana ga3 malad montal 2003
- Hay Ouidi 2003
- A Ton Avie 2005
- 2006 العديد من الاعمال مع شركة Red son
- 2007  raï'n'b
- Kabtek wilaytik 2007
- Dar mekria 2007
- Enti hia 2008
- Dj kayz 2008
- raï'n'b 2008
- Salem 2009
- sahara 2009
- Tah niveau 2010
- live au triangl 2010
- live 2011
- Wach Tesswa 2011
- Laachk lmamno3 2012
- jak el mersoul 2013

## وصلات خارجية
- الشاب عقيل على موقع ميوزك برينز (الإنجليزية)
- الشاب عقيل على موقع أول ميوزيك (الإنجليزية)
- الشاب عقيل على موقع ديسكوغز (الإنجليزية)
- الشاب عقيل على موقع ديسكوغز (الإنجليزية)

أغنية مازال مازال